# Оукс (Северна Дакота)
Оукс (енгл. Oakes) град је у америчкој савезној држави Северна Дакота.

## Демографија
По попису из 2010. године број становника је 1.856, што је 123 (-6,2%) становника мање него 2000. године.
| Група             | 2000.         | 2010.         |
| Белци             | 1.894 (95,7%) | 1.737 (93,6%) |
| Афроамериканци    | 0 (0,0%)      | 9 (0,5%)      |
| Азијати           | 20 (1,0%)     | 15 (0,8%)     |
| Хиспаноамериканци | 51 (2,6%)     | 70 (3,8%)     |
| Укупно            | 1.979         | 1.856         |